# Xã Marshall, Quận Saline, Missouri
Xã Marshall (tiếng Anh: Marshall Township) là một xã thuộc quận Saline, tiểu bang Missouri, Hoa Kỳ. Năm 2010, dân số của xã này là 14.595 người.